# Ciro Guerra
Ciro Alfonso Guerra Picón (Río de Oro, 6 febbraio 1981) è un regista e sceneggiatore colombiano.

## Biografia
Ha ricevuto la candidatura all'Oscar al miglior film straniero nell'ambito dei Premi Oscar 2016 per El abrazo de la serpiente.

## Filmografia

### Regista
- La sombra del caminante (2004)
- Los viajes del viento (2009)
- El abrazo de la serpiente (2015)
- Oro verde - C'era una volta in Colombia (Pájaros de verano) (2018)
- Frontiera verde (Green Frontier) – miniserie TV (2019)
- Waiting for the Barbarians (2019)

### Sceneggiatore
- La sombra del caminante (2004)
- Los viajes del viento (2009)
- El abrazo de la serpiente (2015)